# 芒特奧林巴斯 (印地安納州)
芒特奧林巴斯（英語：Mount Olympus）是位於美國印地安納州吉布森縣的一個非建制地區。